# Variationen über ein Thema von Chopin, op. 22

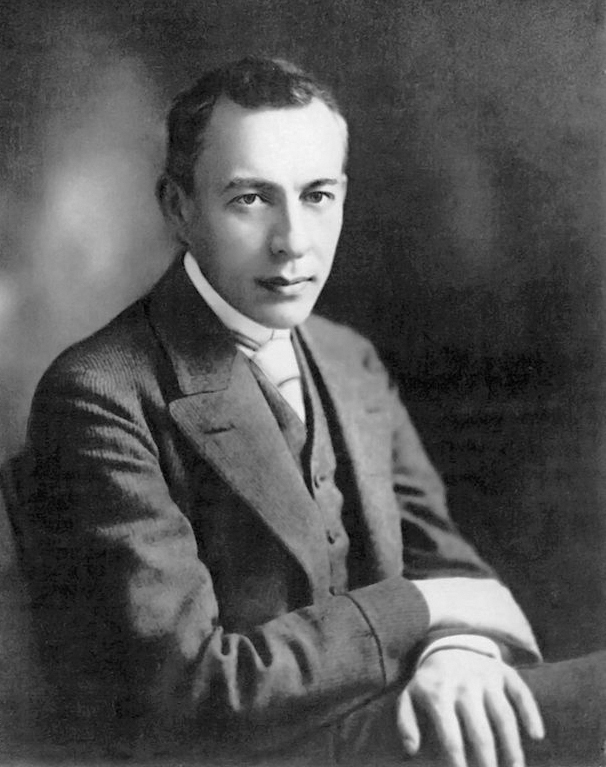
Der junge Rachmaninow 1901

Die Variationen über ein Thema von Chopin, op. 22 sind ein zwischen 1902 und 1903 komponiertes Klavierwerk von Sergei Rachmaninow, das durch seine charakteristische Klangsprache und pianistischen Raffinessen mit den wenig später folgenden 10 Préludes verbunden ist.
Das Thema der Variationen ist Frédéric Chopins c-Moll-Prélude aus der Sammlung op. 28, das Ferruccio Busoni 1885 bereits für eine kürzere Variationsreihe gewählt hatte und dessen Tonart c-Moll Rachmaninow für seinen Zyklus übernahm, wodurch das Werk im Tongeschlecht aller seiner bedeutenden Kompositionen steht.
Rachmaninow gruppierte die insgesamt 22 Stücke in einer Art dreisätziger Sonate, bei der die Variationen 11 bis 18 den langsamen Mittelteil bilden und von einem Lento eingeleitet werden.
Der Zyklus, den er dem Pianisten und Komponisten Theodor Leschetizky widmete, entstand nach den dreimonatigen Flitterwochen, die Rachmaninow und seine Frau unter anderem in Wien und Bayreuth verbracht hatten.

## Inhalt

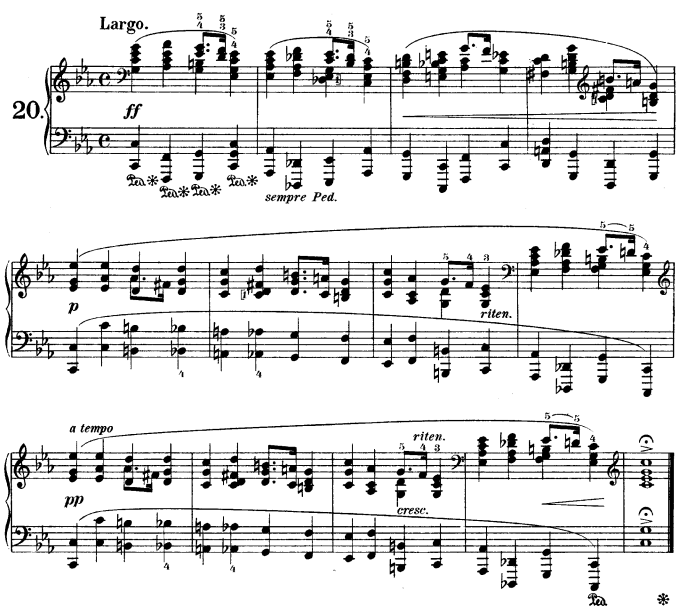
Chopins Prélude Nr. 20 in c-Moll

Das Prélude Chopins ist ein düsteres, aus nur 13 Takten bestehendes Largo, das mit seinem markanten Rhythmus an einen Trauermarsch erinnert. Nach dem wuchtigen Beginn mit den vollen Akkorden folgt ein schmerzlicher Abgesang über einen zunächst chromatisch absinkenden Bass. Rachmaninow verkürzt die Vorlage, indem er die wehmütige Pianissimo-Wiederholung fortlässt, so dass nur neun Takte des Originals übrigbleiben.
Die nun folgenden, attacca ineinander übergehenden Stücke haben Etüden-Charakter, indem sie jeweils ein bestimmtes technisches Problem in anspruchsvoller Weise behandeln.
Die ersten zehn Variationen lassen sich in zwei Abschnitte gliedern, die durch ein langsames Stück abgesetzt werden. Nach dem furiosen Abschluss der zehnten Variation beginnt der aus überwiegend langsamen Stücken bestehende Mittelteil, der mit der zwölften Variation, einer vierstimmigen Fuge, ebenso überrascht wie mit den geisterhaft klingenden Diskant-Verzierungen über den tiefen Akkorden der 13. Variation.
Der zweite Unterabschnitt des Mittelteils beginnt mit der fünfzehnten Variation und steht mit f-Moll in der Subdominante des Themas. Die von einer weitgeschwungenen Figur der Linken begleitete 16. Variation bildet mit ihrer elegischen Melodie den lyrischen Gipfel des Zyklus. Die getragene Stimmung dieses kurzen Ruhepols wird durch die schweren und für Rachmaninows Personalstil so typischen Totenglocken-Klänge der folgenden Variationen jäh unterbrochen.
Vier ausgedehnte Variationen bilden das Finale des Zyklus, das mit dem 19. Stück eingeleitet wird und mit seinen vollgriffigen Akkorden in der entfernten Tonart A-Dur sowie der rhythmischen Energie an ein Festgeläut erinnert.
Nachdem mit der vorletzten Variation in Des-Dur eine pianistischen Ruhepause eingelegt wird und Tempo sowie Dynamik zurückgenommen werden, schließt das Werk mit einem virtuosen Finale in C-Dur, das sich zunächst in das Gewand einer Polonaise kleidet und mit einer rauschenden Presto-Stretta endet.

## Einzelheiten
Gegenüber seinen späteren Variationen über ein Thema von Corelli, op. 42 ist das Werk virtuoser konzipiert und schmückt das choralartige Thema durch weite Melodiebögen eher aus, als es charakterlich zu variieren.
Die rhythmische Komponente ist weniger ausgeprägt und der dramatische Spannungsbogen des Werkes (mit einer Spieldauer von knapp 30 Minuten) wegen der detailreichen Längen und Melodiebögen nicht so überzeugend.
Der Zyklus ist von zahlreichen Pianisten interpretiert worden. So liegen Aufnahmen der russischen Virtuosen Swjatoslaw Richter, Wladimir Aschkenasi, Nikolai Lugansky und Daniil Trifonow vor.